# Tuleň havajský
Tuleň havajský (Neomonachus schauinslandi) je jediný druh tuleně žijícího v tropických vodách.

## Výskyt
Je endemitem havajského souostroví kde se nejčastěji vyskytuje v jeho severozápadní části. Při reprodukci se největší část populace shromažďuje na řetězci odlehlých severozápadních ostrovů v šesti skupinkách na: French Frigate Shoals, Laysanu, Lisjanského ostrově, atolu Pearl a Hermes, atolu Kure a atolu Midway. Malé populace se také vyskytují na Neckerově ostrově a Nihoa Island, v poslední době byly také nalezeny skupinky na Windward Hawaiian Islands u hlavních havajských ostrovů.
Vybírají si místa s poměrně krátkými plážemi a plytkou vodou u pobřeží nebo na písečných plážích za útesy, chrání se tak před napadením svých mláďat žraloky. Nejraději mají pobřeží kde je v blízkosti vody vzrostlá vegetace (tráva, keře) ve které nacházejí stín a mohou se chránit před UV zářením a skrýt se při spánku.

## Popis
Samci jsou u tohoto druhu menší a lehčí než samice. Samci váží v průměru 170 kg a měří 2,1 m, samice váží 205 kg a měří 2,3 m. Narozené mládě je dlouhé 1 m. Na zádech jsou zbarveni hnědě až stříbřitě šedě a krémově na břišní straně. Dále mají po těle různé nazelenalé a načervenalé skvrny pocházející z řas, barva samců tmavne s věkem. Novorozenci jsou pokryti černými chlupy, po odstavení jim vylínají. Mají široké, ploché, středně velké hlavy s nozdrami na vrcholu krátkého čenichu. Oči mají velké a černé barvy.

## Stravování
Tuleň havajský se živí především rybami čeledí ostencovití, pamurénovití, ploskozubcovití, pruhatcovití, pyskounovití a vousatkovití což jsou převážně ryby mělkých vod v okolí útesů. Zbytek tvoří hlavonožci a korýši. Přestože převážná část loví potravu v hloubce do 100 m, někteří se potápějí za obživou i do 300 m. Většinu potravy kterou spotřebují se nachází průměrně ve vzdálenosti do 40 km od ostrovů.

## Chování
Mimo období rozmnožování a línání jsou samotářská zvířata která žijí osamoceně nebo jen zřídka kdy v malých skupinkách. Loví převážně v noci a přes den se často vracejí na pevninu odpočívat. Obecně platí, že z 90 % se zdržuje u svého rodného ostrova. Na pevninu se vracejí samci i samice také na dobu asi 14 dnů pro každoroční výměnu srsti.

## Rozmnožování
Jsou to polygamní zvířata, samci se páří s více samicemi. Vlastní akt probíhá ve vodě 1 až 5 km od břehu, takže není o něm mnoho známo, dochází k němu za 3 až 4 týdny po odstavení mláděte. Pravděpodobně se samci při něm zakusují samici do zad a objímají ji předními ploutvemi. V okolí ostrovů již čekají mnohdy agresivní samci na říjnou samici kterou ve skupině doslova přepadnou a dochází pak někdy k jejímu usmrcení.
Březí samice přichází na břeh několik dnů před vrhem, ten probíhá v noci nebo brzy z rána. Samice rodí pouze jedno mládě ročně, zhruba po 11měsíční březosti, přitom asi 3 měsíce probíhá tzv. utajená březost při které se vývoj zygoty pozastaví.
Porodní sezona probíhá prakticky celoročně, vrcholí v březnu a dubnu. Samice vystupují z vody na pevninu k porodu v místech kde rodily naposled. Nové mládě váží asi 15 kg a při odstavení mívá 50 až 100 kg. Matka mládě kojí 5 až 6 týdnů a neopouští ho, takto bez potravy ztrácí až 90 kg váhy. Po náhlém odstavení odchází matka do moře a o mládě se dále nezajímá. To žije nejprve z tělesných zásob, pak také jde do vody a učí se potápět, lovit a starat se samo o sebe, zde přichází vhod pobřeží které je chráněno před žraloky. V této etapě je největší úbytek mláďat, pouze 20 % se dožívá reprodukčního věku. U tohoto druhu často dochází k tomu, že samice jejíž potomek uhynul přijme za své mládě které zůstalo bez matky nebo pomáhá matce s kojením.

## Ohrožení
Mezi jejich přirozené predátory patří hlavně žralok tygří, který je hlavní příčinou velkého úhynu mláďat. Tuleň havajský je zvíře dlouhověké, předpokládaná doba dožití je 25 až 30 let, samice poprvé rodí nejdříve v 5. roce.
Podstatná část populace byla odlovena na konci 19. století, kdy byli tulení běžně loveni pro kůže, maso a tuk. Po zastavení lovu byli zase rušeni vojenskou činností za a po 2. světové válce a následně opět zvyšujícím se turistickým ruchem na "jejich" plážích. Přes všechna přijatá opatření a zákazy (zákaz lovu humrů a chytání ryb na dlouhé šňůry, vyčištění pobřežních vod od zbytků rybářských sítí, do kterých se zvířata zamotávají a pod.) se počty nezvyšují, spíše naopak. Je to pravděpodobně způsobeno nedostatkem potravy, jsou pozorovány samice stále menší a chudší a do reprodukčního procesu se zapojují pozdě, až ve věku 11 let.
Za posledních 50 roků pokleslo jejich množství přibližně o 70 %. Od roku 1999 se snižují jejich počty o 4 % ročně. V roce 2007 bylo zjištěno 1010 zvířat a z toho asi 590 pohlavně dospělých. Tuleň havajský je podle IUCN řazen mezi druhy ohrožené.

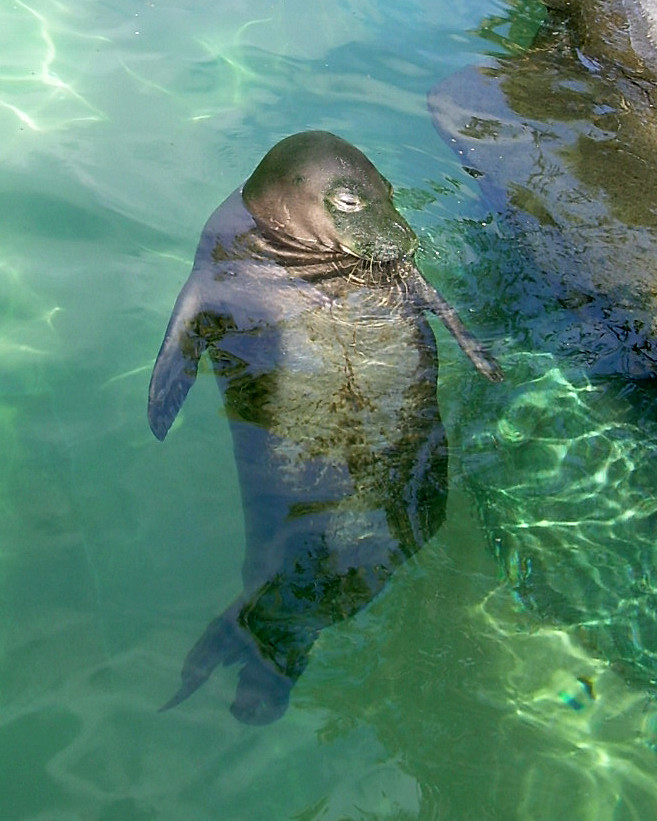
V mořském akváriu
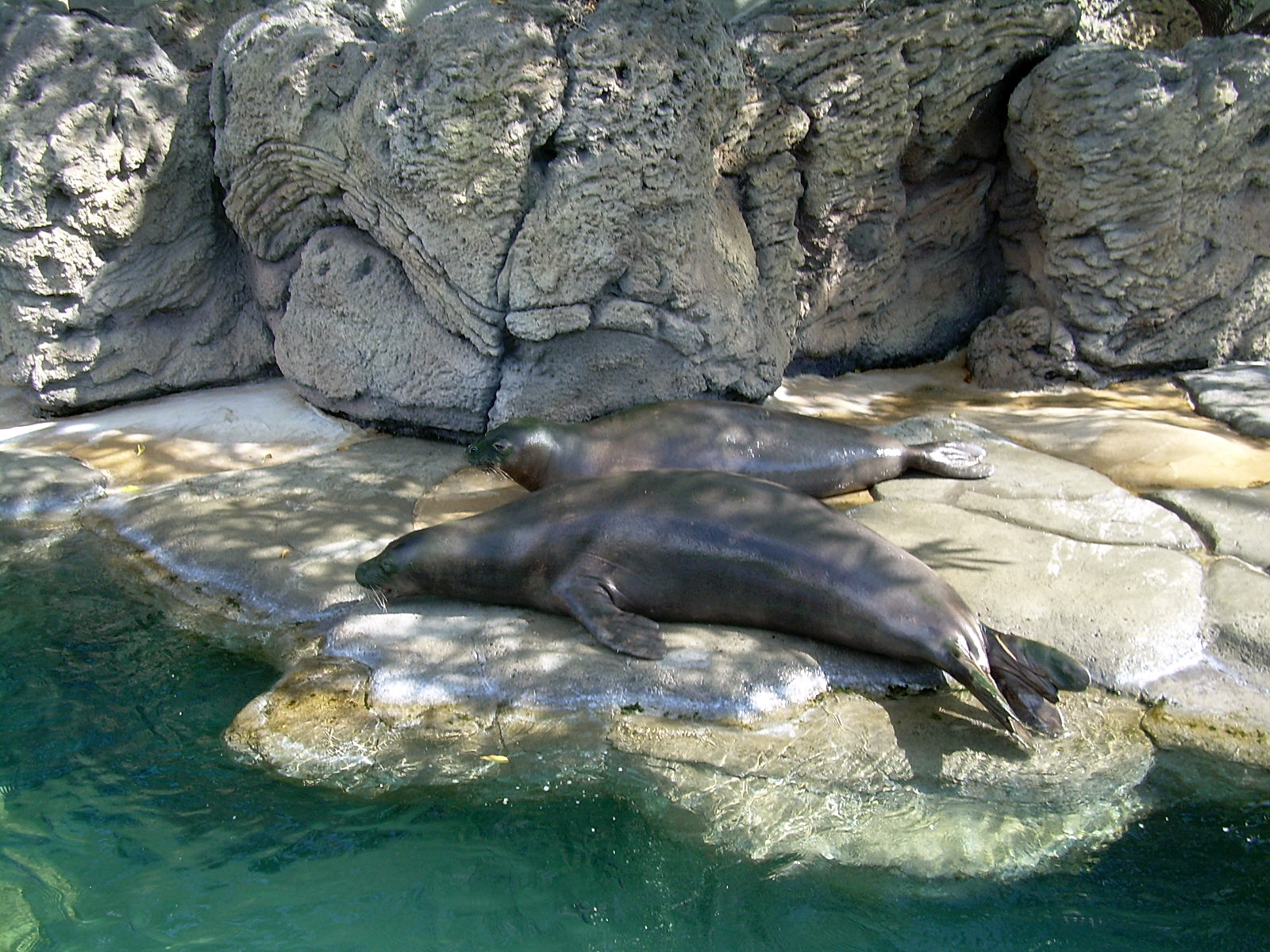
V mořském akváriu
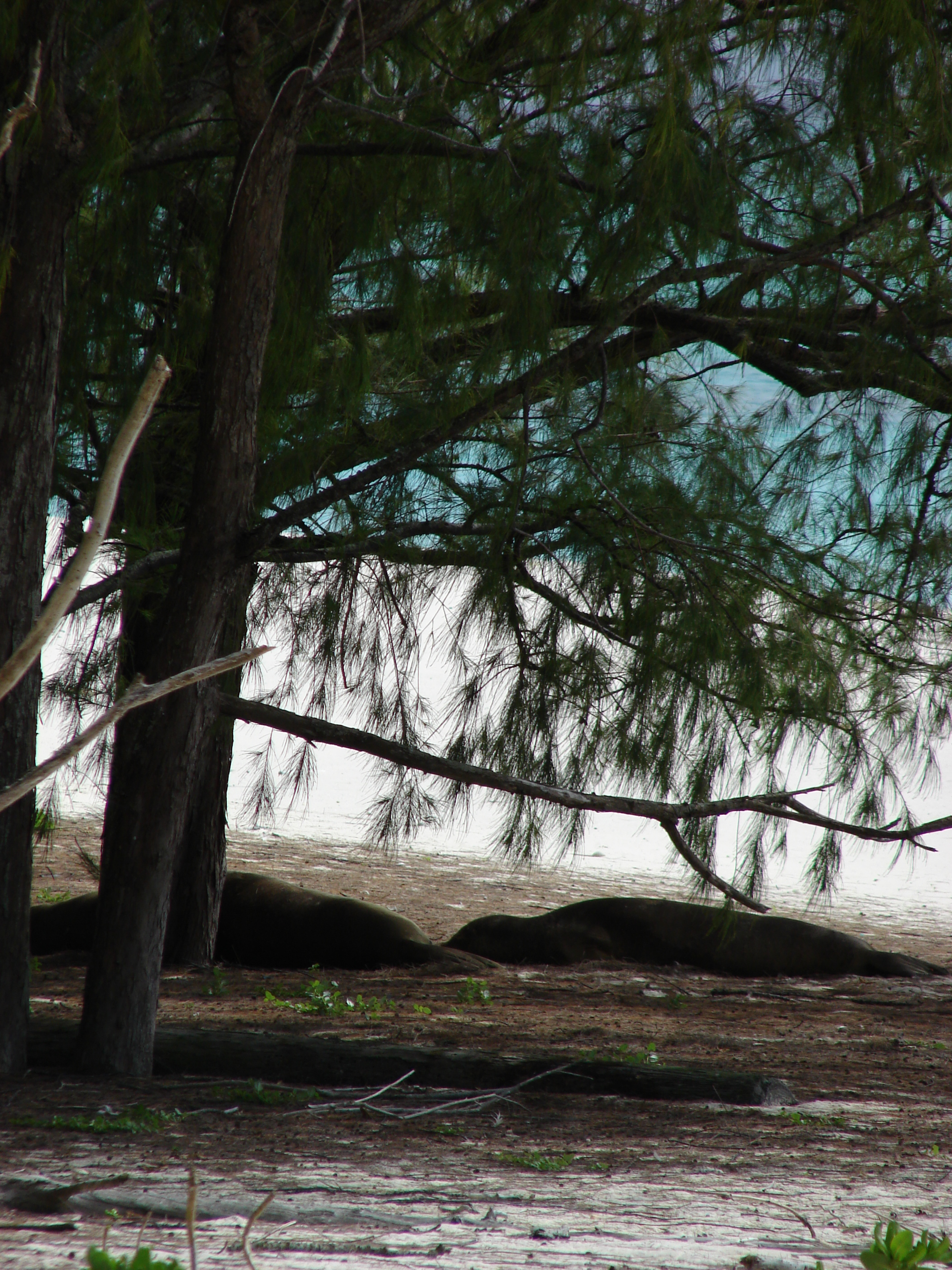
Pod přesličníkem